# Specialklubben for abyssinier og somali
Specialklubben for abyssinier og somali er en specialklub under Felis Danica, der er hovedorganisation for al racekatteavl i Danmark. 
Klubben bidrager med rådgivning og information til alle danske ejere af katte af racerne abyssinier og somali. 